# Польцин, Мерлин
Мерлин Польци́н (нем. Merlin Polzin; род. 7 ноября 1990, Гамбург) — немецкий футболист и футбольный тренер. Главный тренер клуба «Гамбург».

## Карьера игрока
Родился и вырос в Гамбурге в районе Брамфельд. С пятилетнего возраста присоединился к юношеским командам местного клуба «Брамфельдер». Прошёл через команды всех возрастов и в сезоне 2009/10 дебютировал за взрослую команду, выступавшую в шестом по силе дивизионе — Ландеслиге «Гамбург-Ганза». Вместе с командой стал чемпионом и вышел в пятый по силе дивизион — Оберлигу «Гамбург». В пятой лиге провёл лишь одну игру и в 2011 году в возрасте 21 года был вынужден завершить игровую карьеру из-за остеоартроза.

## Тренерская карьера

### Ранние годы
С 2011 по конец 2012 года работал в академии «Гамбурга» в отделе аналитики и скаутинга. В зимнем семестре 2012/13 начал обучаться на преподавателя (немецкий язык и спорт) в Оснабрюкском университете.

### «Оснабрюк»
Перед сезоном 2014/15 начал работу в академии «Оснабрюка» и стал ассистентом Даниэля Тиуне в команде возраста до 17 лет. Вместе они стали вице-чемпионами региональной лиги «Север» среди команд этого возраста и вышли в Бундеслигу (до 17 лет). Перед началом следующего сезона Тиуне получил в качестве повышения пост главного тренера команды до 19 лет. Польцин остался на посту ассистента в команде до 17 лет, которая по итогам сезона вылетела обратно в региональную лигу, заняв последнее место. В сезоне 2016/17 Польцин, наконец, сам возглавил команду, а год спустя вновь стал ассистентом Тиуне, теперь в Бундеслиге (до 19 лет).
В начале октября был уволен главный тренер основной команды «Оснабрюка» Джо Энокс. Даниэль Тиуне был назначен исполняющим обязанности главного тренера, а Польцин стал его ассистентом. В сезоне 2017/18 команде угрожал вылет из Третьей лиги, но после назначения Тиуне она смогла избежать вылета по итогам сезона. В сезоне 2018/19 «Оснабрюк» выиграл Третью лигу и вышел во Вторую Бундеслигу, где по итогам сезона 2019/20 смог сохранить место.

### «Гамбург»

#### 2020—2024. Ассистент
Перед началом сезона 2020/21 Тиуне возглавил «Гамбург» и взял с собой Польцина в качестве ассистента. «Гамбург» вылетел из Бундеслиги в 2018 году и с тех пор выступал во Второй Бундеслиге. Однако Тиуне был уволен до окончания сезона и заменён на Хорста Хрубеша после того, как «Гамбург» отстал в борьбе за выход в Бундеслигу.
В сезоне 2020/21 команду возглавил Тим Вальтер, назначив своими ассистентами Филипа Тапаловича, Юлиана Хюбнера и Мерлина Польцина. В январе 2022 года Польцин продлил свой контракт до 30 июня 2024 года. Под руководством Вальтера «Гамбург» вышел в стыковые матчи за право выступления в Бундеслиге, но уступил берлинской «Герте». В сезоне 2021/22 клуб вновь вышел в стыковые матчи и опять уступил, проиграв «Штутгарту». В конце января 2024 года Польцин начал обучение на тренерскую лицензию Pro. Спустя почти две недели Тим Вальтер был уволен вместе с назначенными им ассистентами Тапаловичем и Хюбнером. Мерлин Польцин был временно назначен исполняющим обязанности тренера и руководил командой в ничейном матче против «Ганзы» (2:2). После назначения Штеффена Баумгарта на пост главного тренера Польцин вернулся на должность ассистента и в очередной раз продлил свой контракт. Под руководством Баумгарта «Гамбург» занял четвёртое место и в шестой раз подряд упустил возможность вернуться в Бундеслигу.

#### С 2024 года. Главный тренер
В конце ноября 2024 года «Гамбург» уволил Баумгарта. Клуб занимал восьмое место в таблице после 13 туров с 20 очками. Польцин временно возглавил команду и добился выездной победы со счётом 3:1 против «Карлсруэ». Спортивный директор Штефан Кунц решил оставить Польцина на посту главного тренера ещё на 3 матча до начала зимней паузы. Из этих матчей команда выиграла один и два сыграла вничью, в результате чего закончила первую половину сезона 2024/25 на третьем месте с 28 очками. В конце концов, в декабре Польцин закончил обучение на тренерскую лицензию и был назначен постоянным главным тренером «Гамбурга». Во втором круге чемпионата клуб быстро поднялся на верхние строчки и какое-то время лидировал в лиге. В предпоследнем туре «Гамбург» обеспечил себе возвращение в Бундеслигу спустя семь лет. Благодаря этому истекающий контракт Польцина был автоматически продлён.

## Достижения

### В качестве игрока
«Брамфельдер»
- Чемпион Ландеслиги «Гамбург-Ганза»: 2010

### В качестве тренера
«Гамбург»
- Выход в Бундеслигу: 2024/25

## Личная жизнь
Младший брат, Робин Польцин, — также футболист, выступавший в Ландеслигах и Оберлигах Гамбурга.
Мерлин Польцин с детства болеет за «Гамбург».

## Тренерская статистика
| Гамбург и. о. | 12 февраля 2024 | 19 февраля 2024 | 1  | 0  | 1 | 0 | 000,00 |
| Гамбург       | 25 ноября 2024  | настоящее время | 21 | 11 | 6 | 4 | 052,38 |
| Всего         | Всего           | Всего           | 22 | 11 | 7 | 4 | 050,00 |